# 案件
| ウィキペディアには「案件」という見出しの百科事典記事はありません（タイトルに「案件」を含むページの一覧/「案件」で始まるページの一覧）。 代わりにウィクショナリーのページ「案件」が役に立つかもしれません。 |